# فيروس الحصبة
فيروس الحصبة (بالإنجليزية: Measles virus)‏ (ومختصره MeV) هو الفيروس المسبب لمرض الحصبة.